# تونی دو
تونی دو (انگلیسی: Tony Dow؛ زادهٔ ۱۳ آوریل ۱۹۴۵ – درگذشتهٔ ۲۷ ژوئیهٔ ۲۰۲۲) یک هنرپیشه، کارگردان، و تهیه‌کننده اهل ایالات متحده آمریکا بود. وی از سال ۱۹۴۹ تا ۲۰۲۲ میلادی مشغول فعالیت بود.

## بیماری و مرگ
در مه ۲۰۲۲، داو به سرطان مبتلا شد.
در ۲۶ ژوئیه ۲۰۲۲، پس از گزارش‌های زودهنگام از مرگ او، خانواده‌اش گزارش دادند که دو در «آخرین ساعات» در خانه‌اش در توپنگا، کالیفرنیا، تحت مراقبت‌های آسایشگاهی بوده‌است. او روز بعد، ۲۷ ژوئیه، در سن ۷۷سالگی درگذشت.